# Efecto de Paul Bert
El efecto de Paul Bert describe la toxicidad del dioxígeno (antiguamente, oxígeno) a presiones hiperbáricas, presentes en los vuelos espaciales o en inmersiones submarinas.
Lleva el nombre del fisiólogo francés Paul Bert, quien recibió el premio de la Academia de Ciencias Francesa en 1875 por sus investigaciones sobre los efectos fisiológicos de la presión del aire, por debajo y por encima de la presión normal.